# Calixto Ortega (grabador)
Calixto Ortega Matamoros (Lillo, 14 de octubre de 1811-Madrid, 5 de marzo de 1860) fue un grabador en madera, pintor e ilustrador español.

## Biografía
Nació en la localidad toledana de Lillo en 1811. Xilógrafo, pintor e ilustrador, Ortega fue discípulo de la Academia de San Fernando. En 1839 se trasladó a París para perfeccionarse en el arte del grabado, remitiendo ya ese mismo año trabajos a la exposición de la Academia, así como al periódico Semanario Pintoresco Español, entre ellos la reproducción del Godofredo de Bouillón de Federico de Madrazo, en una época en la que según Manuel Ossorio y Bernard el grabado en madera se encontraba en decadencia. Volvería a España, donde realizó obra de forma indistinta tanto de pintura como de grabados, aunque es más conocido por lo segundo, llegando incluso a dirigir varias publicaciones ilustradas. Falleció en Madrid en 1860.

## Obra
Como pintor, Ossorio y Bernard destaca Vista topográfica de parte de Madrid, que figuró en la Academia de San Fernando en 1836; una copia del cuadro de Las lanzas; los retratos de Don José Zorrilla y de una señora, que figuraron en la Exposición de 1837; su lienzo de Unos muchachos, expuesto en 1838 en el Liceo Artístico y Literario y adquirido por María Cristina de Borbón-Dos Sicilias; su Cuadro de familia, una copia de una obra de Horacio Vernet representando a Miguel Ángel y Rafael delante del papa Julio II, presentada en la Exposición de 1840; otra de Las bodas de Caná, de Veronés, expuesta en la de 1841; Santa Isabel danto limosna a los pobres, en la de 1843; Cervantes escribiendo la dedicatoria de Pérsiles y Sigismundo al conde de Lemus, presentada en la Exposición del Liceo Artístico celebrada en 1846; su cuadrito de Ulises reconocido por su nodriza, pintado en las sesiones prácticas del mismo liceo, a cuya sociedad perteneció desde su origen, y los retratos y cuadros de género que figuraron en las exposiciones de la Academia de San Fernando en 1847 y 1848. En 1847 realizará una copia de la obra de Murillo Santa Isabel de Hungría curando a los tiñosos. El Museo del Prado conserva el retrato que por encargo de José de Madrazo, su director, hizo en 1848 del rey Enrique III el Doliente, para cuya ejecución viajó a Toledo con el fin de obtener la mascarilla del monarca enterrado en la catedral.
Como grabador, realizó un gran número de láminas y viñetas para periódicos y revistas como Museo de las Familias, Observatorio Pintoresco, El Renacimiento, Museo de los Niños, La Semana, Semanario Pintoresco Español, No me Olvides, La Ilustración, Álbum Pintoresco, El Artista o La Risa, entre otros. También realizó grabados para obras como Galería regia, El panorama español, una edición de Gil Blas de 1840, Historia de Zumalacárregui, Doce españoles de brocha gorda, Rienzi ó el último tribuno, La España geográfica, Los misterios de París o Los españoles pintados por sí mismos.